# نصوار

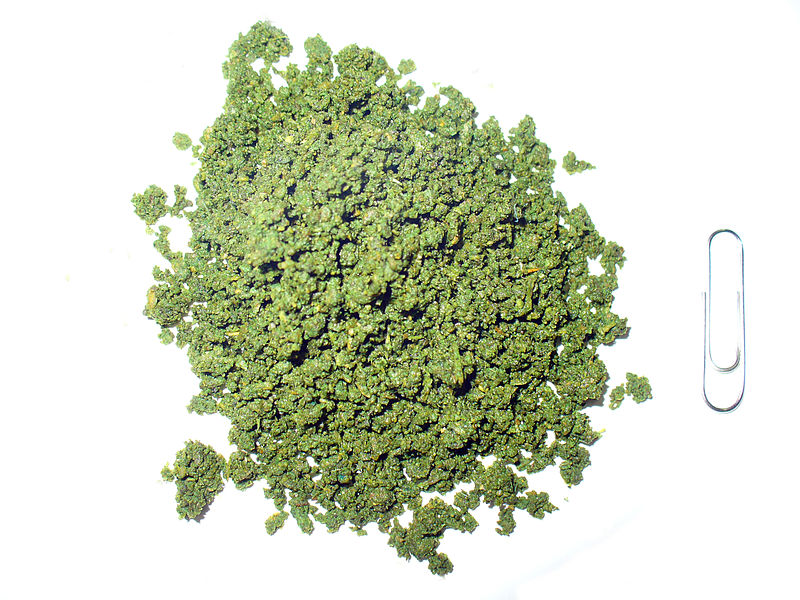
حفنة نصوار

النصوار أو النسوار (بالبشتوية: نسوار)‏ تبغ غمس رطب يُستهلك في الغالب في أفغانستان والدول المحيطة. يوضع نصوار في الفم تحت الشفة السفلى أو داخل الخد لفترات طويلة من الوقت ، عادة لمدة 15 إلى 30 دقيقة.

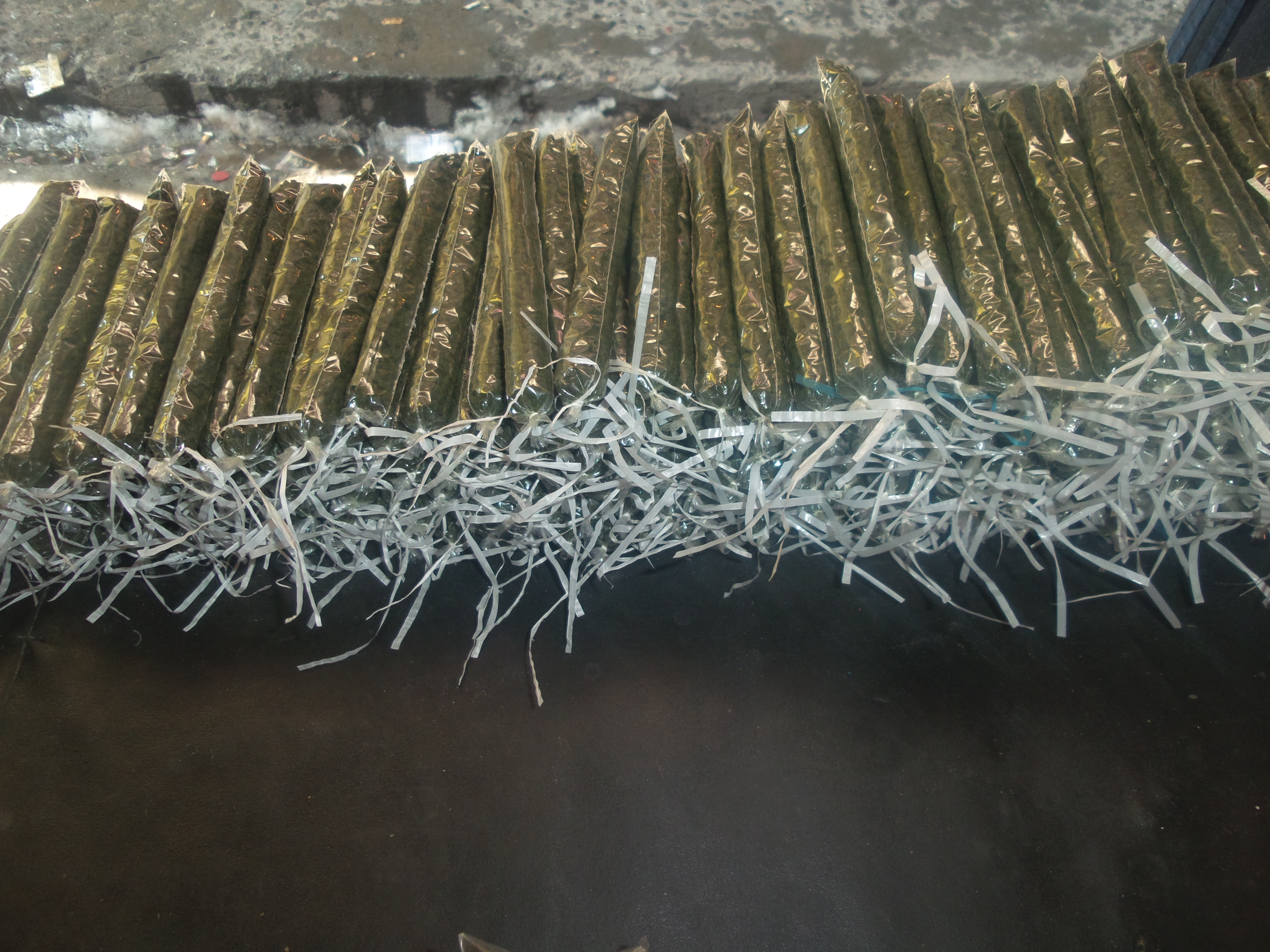
حزم نصوار